# Hainworth
Hainworth – osada w Anglii, w hrabstwie West Yorkshire, w dystrykcie Bradford. Leży 2 km od miasta Keighley. Hainworth jest wspomniana w Domesday Book (1086) jako Hageneuuorde.